# Yule Bay
Die Yule Bay ist eine 11 km breite Bucht an der Pennell-Küste des nördlichen Viktorialands. Sie liegt etwa 29 km ostsüdöstlich des Cape North zwischen Kap Hooker und Kap Dayman. Der innere, d. h. westliche Teil der Bucht wird durch den Bates Point und den Ackroyd Point begrenzt.
Entdeckt wurde sie 1841 vom britischen Polarforscher James Clark Ross bei dessen Antarktisexpedition (1839–1843). Ross benannte die Bucht nach Henry Braddik Yule (1810–1899), Second Master auf dem Expeditionsschiff Erebus.